# Перемога (парк, Полтава)
Полтавський міський парк культури та відпочинку «Перемо́га»  (колишній Полтавський міський сад) — парк-пам'ятка садово-паркового мистецтва місцевого значення в Україні (з 1970 року). Розташований на південний схід від центральної частини Полтави, вздовж проспект Віталія Грицаєнка. Найстаріший парк міста. 
Площа парку 30,9 гектарів. Серед деревних насаджень — дуб, ясен, клен, береза, каштан, ялина, сосна, шовковиця.

## Історія

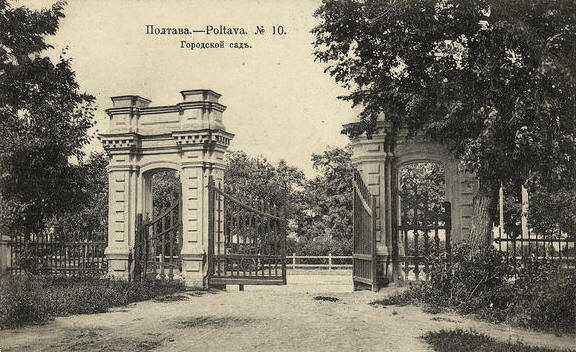
Полтавський міський сад, початок XX ст.

Парк заснований у 1803 році з ініціативи полтавського генерал-губернатора князя Олексія Куракіна. Він купив у майора Криловського ділянку землі і подарував її місту. Потім звернувся до полтавського мецената Семена Кочубея з проханням подарувати місту його гай, який був розташований поруч, для влаштування міського саду. Для розширення території саду було придбано також леваду графа Л. К. Розумовського. У 1803 році сад обнесено огорожею. За проєктом і під керівництвом губернського архітектора Михайла Амвросимова влаштовувалися альтанки, були збудовані оранжереї, розбиті квітники. У 1818–1820 роках територія саду значно розширилася за рахунок ділянок, придбаних на міські кошти. У 1820 році на території саду була заснована Полтавська школа садівництва, яка проіснувала до 1841 року. Ділянку саду (близько 24 десятин) та приміщення школи передали Полтавському інституту шляхетних дівчат, який містився поруч, на колишній садибі Семена Кочубея. У середині XIX століття сад було віддано на відкуп садівникові І. М. Гуссону з доплатою йому з міських сум по 200 карбованців щорічно. У 1852 році в полтавському міському саду споруджено приміщення другого Полтавського міського театру, який діяв тут до початку XX століття. Сад займав величезну територію, де були парк з віковими дубами, бузковими гаями, тінистими алеями, розаріями. Існували каміни, де могли обігрітися ті, хто гуляв узимку. 
У 1859 році шанувальники Тараса Шевченка заочно вшанували кобзаря. Вступну промову зробив приятель Тараса Шевченка і колишній член Кирило-Мефодіївського товариства Дмитро Пильчиков, звучали виступи українською, російською, польською, чеською мовами. У 1861 році полтавські шанувальники і друзі поета в цьому саду посадили дуб на пам'ять про Тараса Шевченка. 
Під час російсько-турецької війни 1877–1878 років, коли до Полтави дійшла звістка про визволення російськими військами Тирново (нині Велико-Тирново), 29 липня 1877 року в міському саду влаштували багатолюдне гуляння з платним входом до саду. За вечір було зібрано 1150 карбованців, які передали у фонд визволення болгарського народу від п'ятивікового османського ярма. Крім того, театр передав у цей фонд зібрані того вечора від благодійного спектаклю 250 карбованців. У 1917 році тут відбувалися масові мітинги, збори громадськості міста. 
У роки перед Другою світовою війною колишній міський сад, територія якого значно зменшилася, мав назву — Парк імені Івана Франка. На початку 30-х років XX століття ще раз вшановували тут пам'ять Тараса Шевченка. 29 серпня 1936 року в одному з куточків парку поблизу садиби, де багато років жив у Полтаві російський письменник, публіцист Володимир Короленко, із Старого міського кладовища було перепоховано його прах. Поруч у 1940 році поховали й дружину Володимира Короленка. 
Під час окупації у 1941–1943 роках гітлерівці знищили багато дерев та чагарників парку. У 1944–1945 роках жителі Полтави на недільниках, суботниках насаджували дерева, кущі, розчищали ставки, розбивали квітники, споруджували атракціони. Парк відродили і з нагоди першої річниці перемоги у німецько-радянській війні перейменували його в "Міський парк культури та відпочинку «Перемога». У 1970 році парку наданий статус пам'ятки садово-паркового мистецтва. З 1978 року проводилася його реконструкція. У 1980 році на території парку споруджене місце проведення масових святкових заходів — Співоче поле Марусі Чурай, урочисте відкриття якого відбулося 27 червня 1987 року.

## Сьогодення
Парк утримується в належному стані. На його території часто влаштовуються народні гуляння, організовуються цікаві видовища і змагання. Облаштовані водограї, майданчики для дітей, працюють атракціони, відкриті тенісні корти. На арені Співочого поля Марусі Чурай проводяться концерти і фестивалі 
Розташоване на території парку Співоче поле імені Марусі Чурай, на жаль, сьогодні занедбане та не використовується за призначенням. Знаходиться у стані практично повної руйнації.

## Галерея

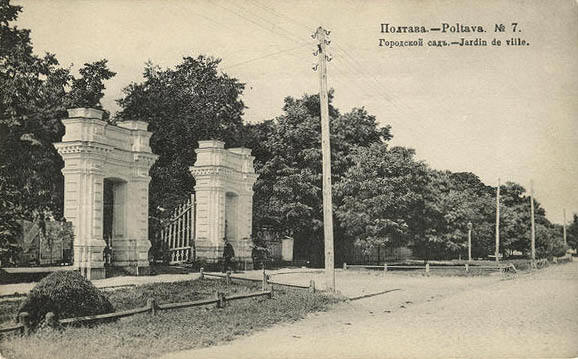
Полтавський міський сад (поч. XX ст.)
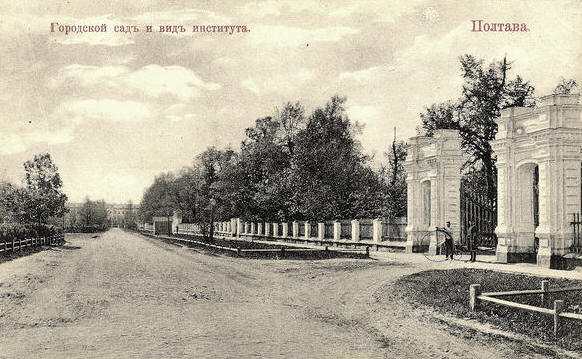
Келінський проспект. Праворуч - вхід до міського саду, перспективу проспекту замикає Інститут шляхетних дівчат (поч. XX ст.)
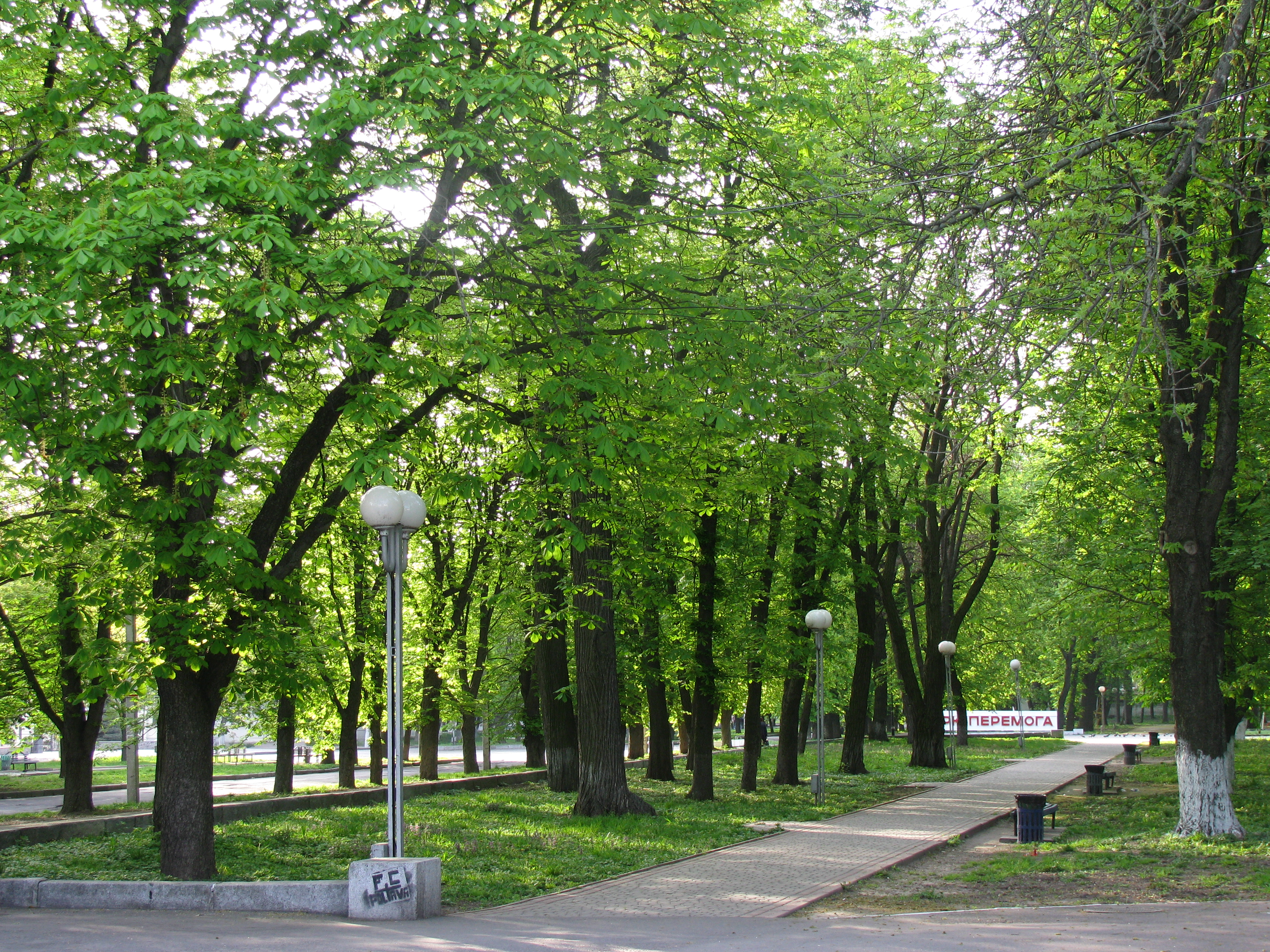
Алея, паралельна проспект Віталія Грицаєнка
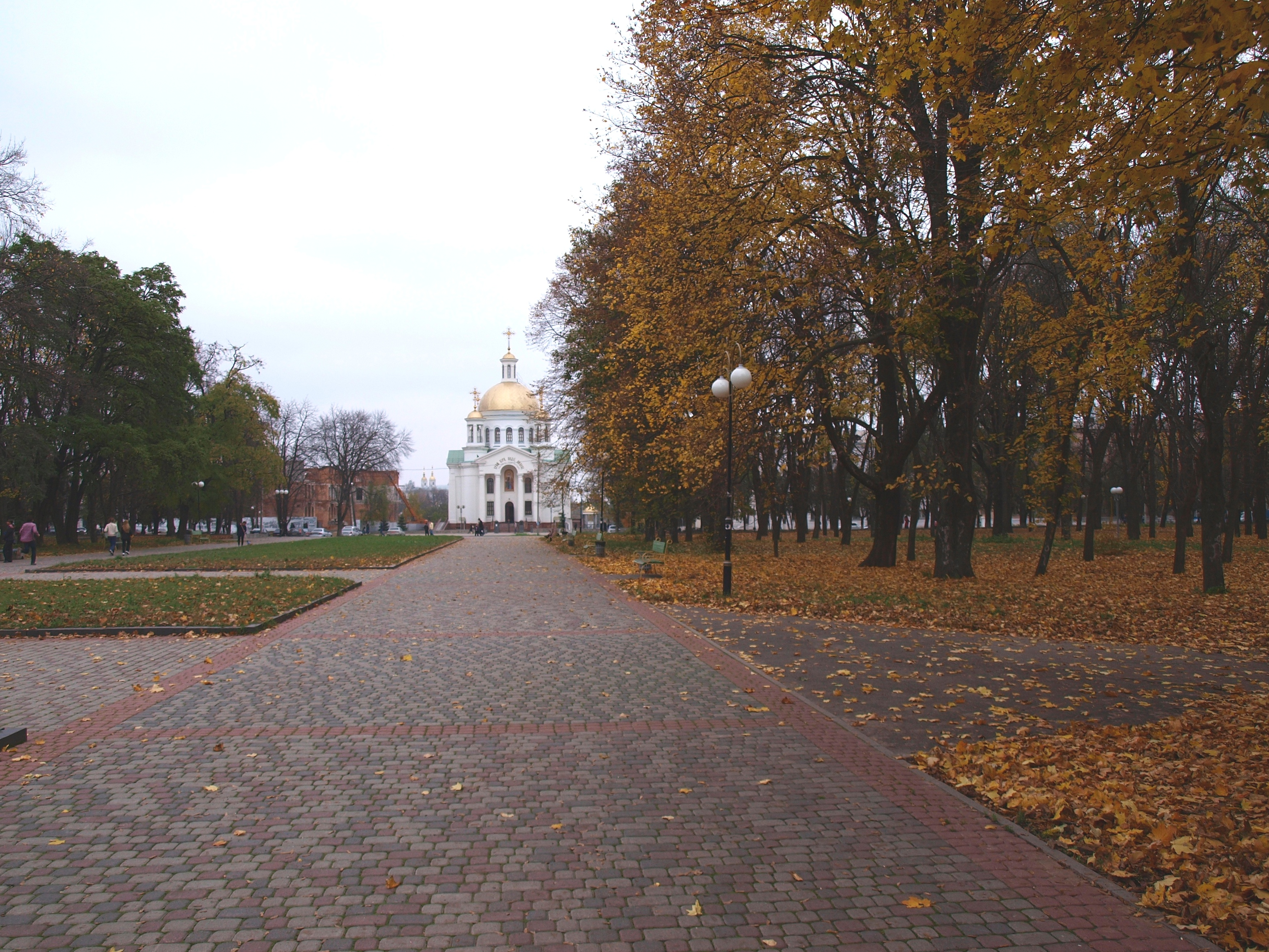
Вигляд з головної алеї на Храм Віри, Надії, Любові
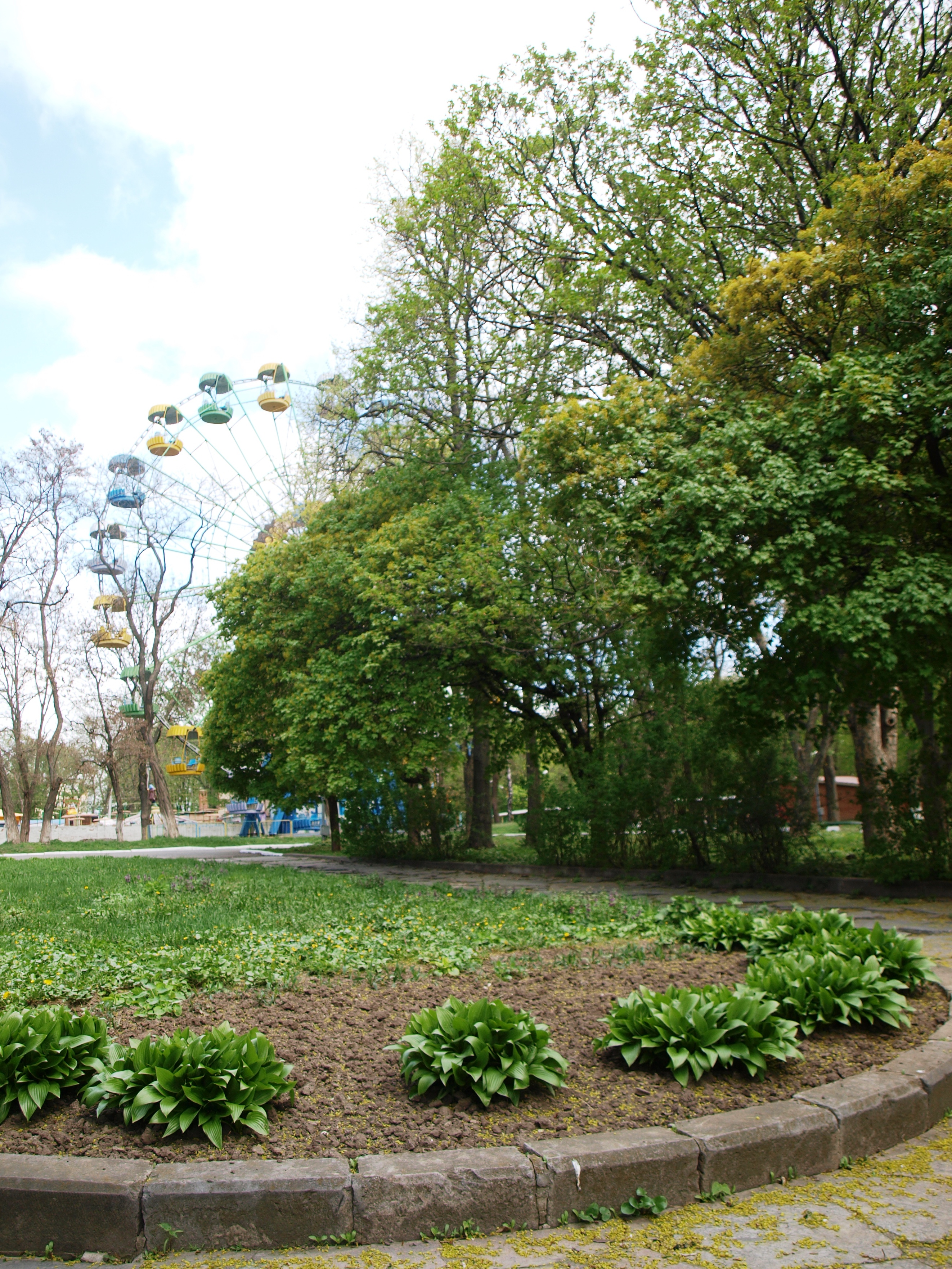
Оглядове колесо
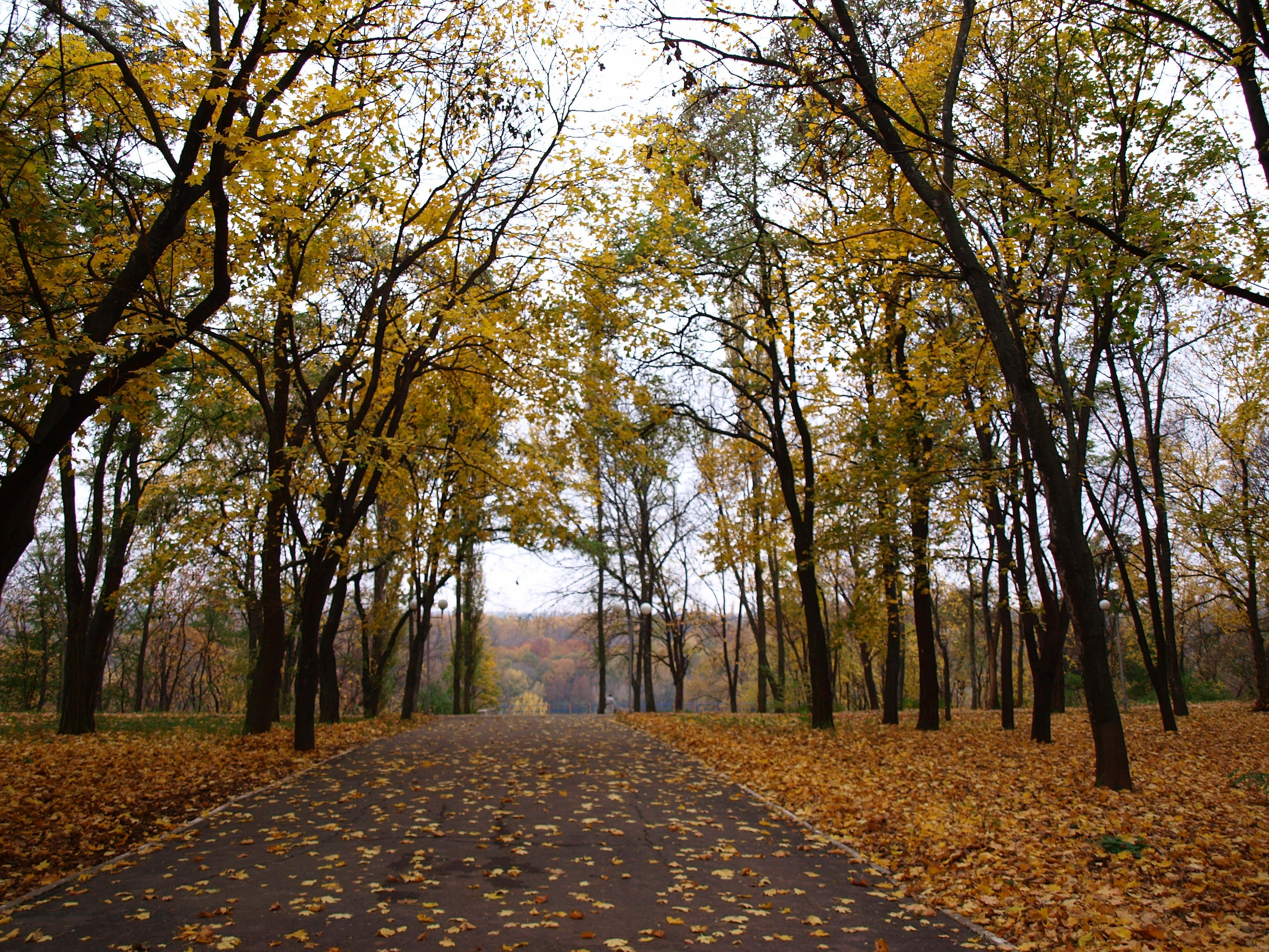
Алея, що веде до оглядового майданчика з виглядом на Співоче поле
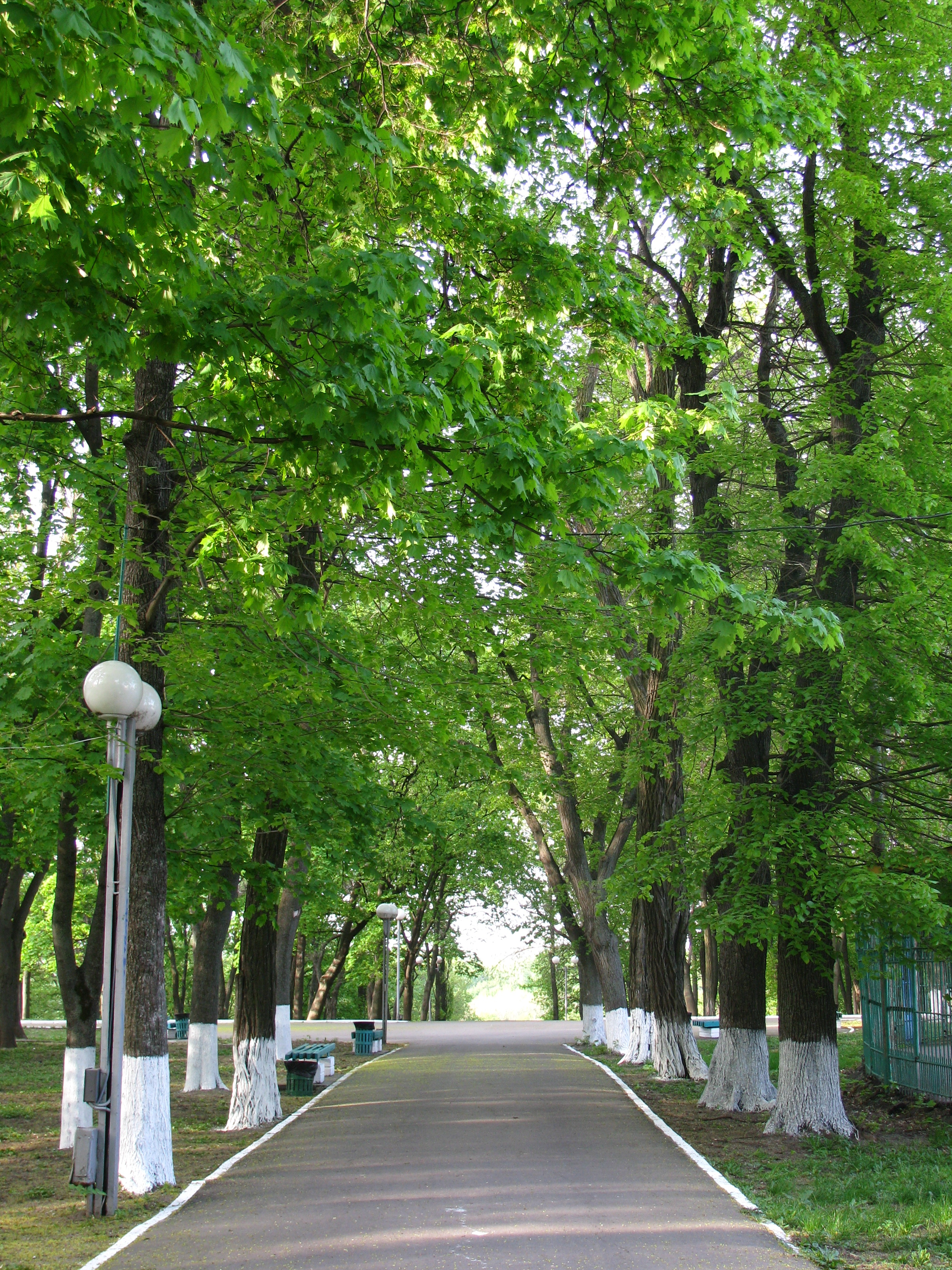
Алея, що веде до оглядового майданчика з виглядом на Співоче поле
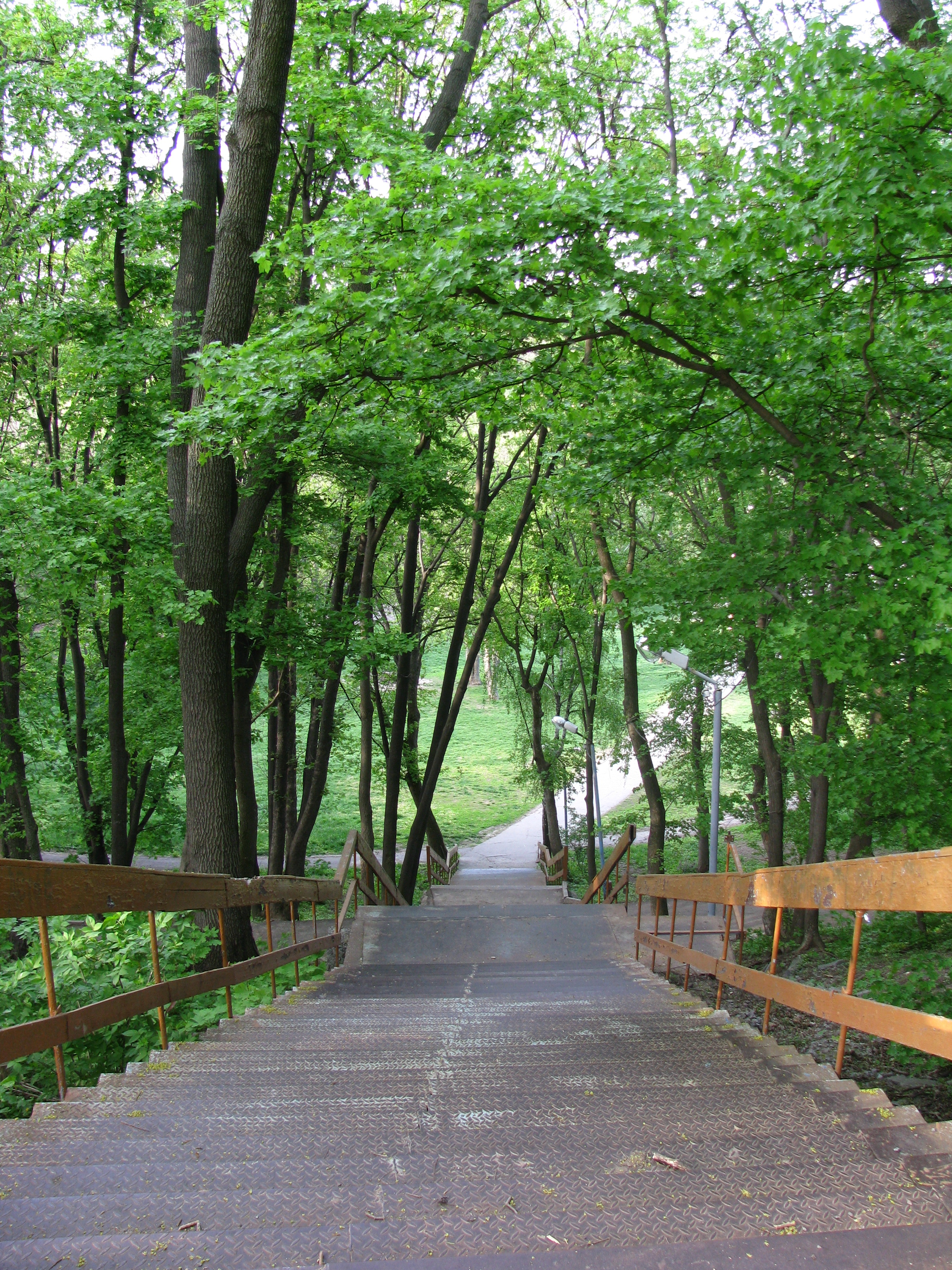
Сходи до Співочого поля
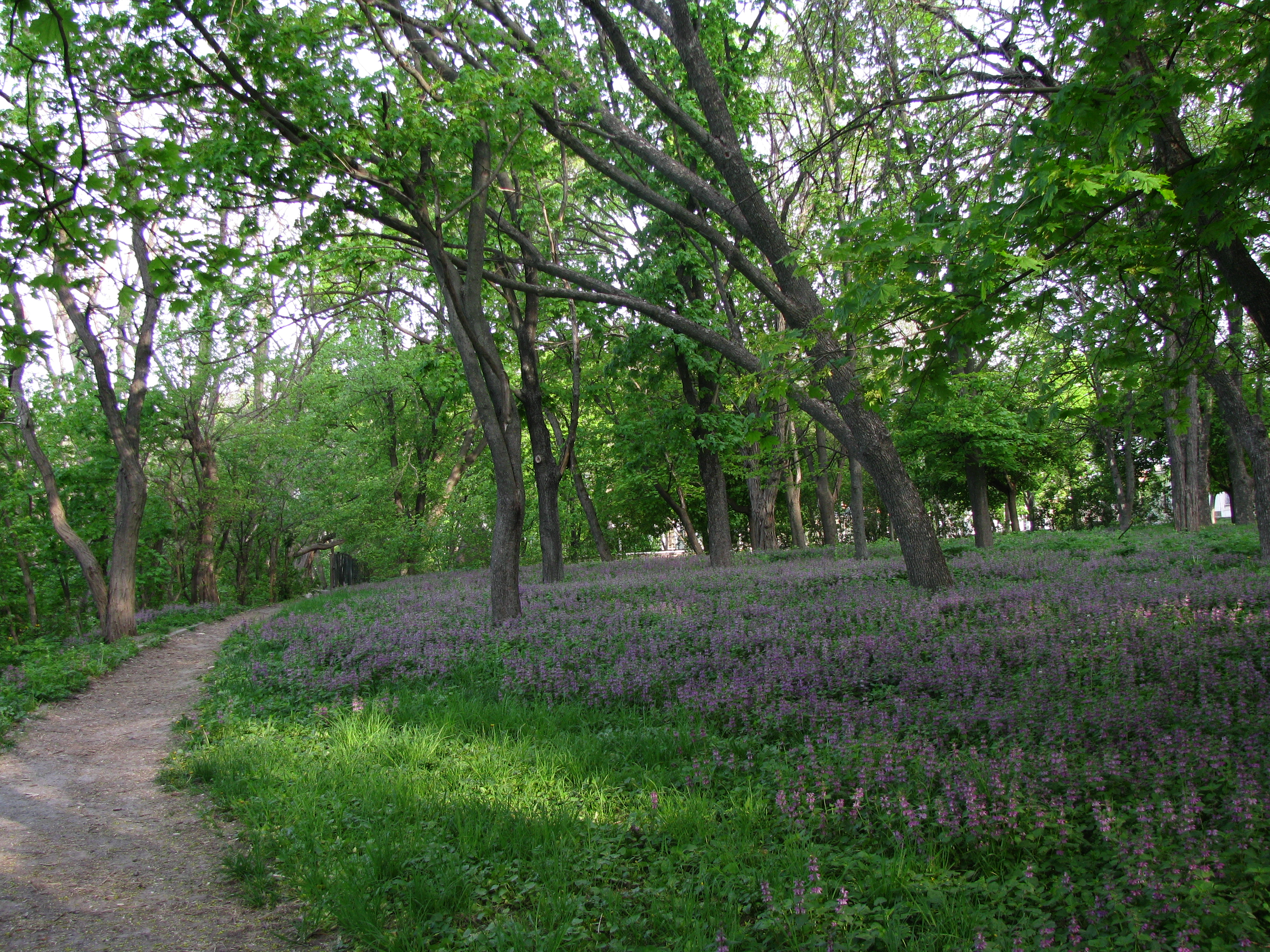
Стежка від оглядового майданчика до могили В. Г. Короленка
Могила Володимира Короленка
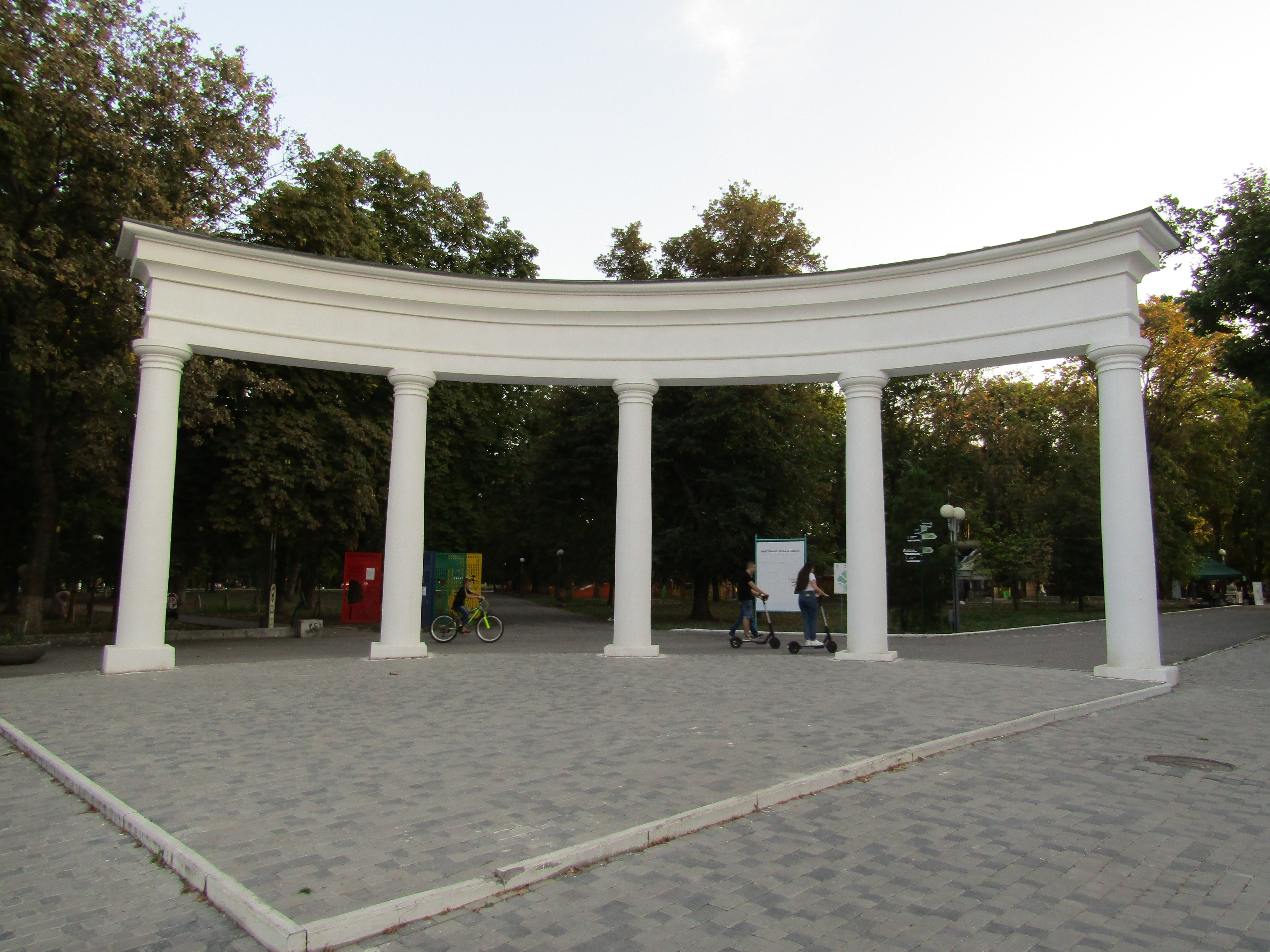
Арка. Вхід до парку Перемога
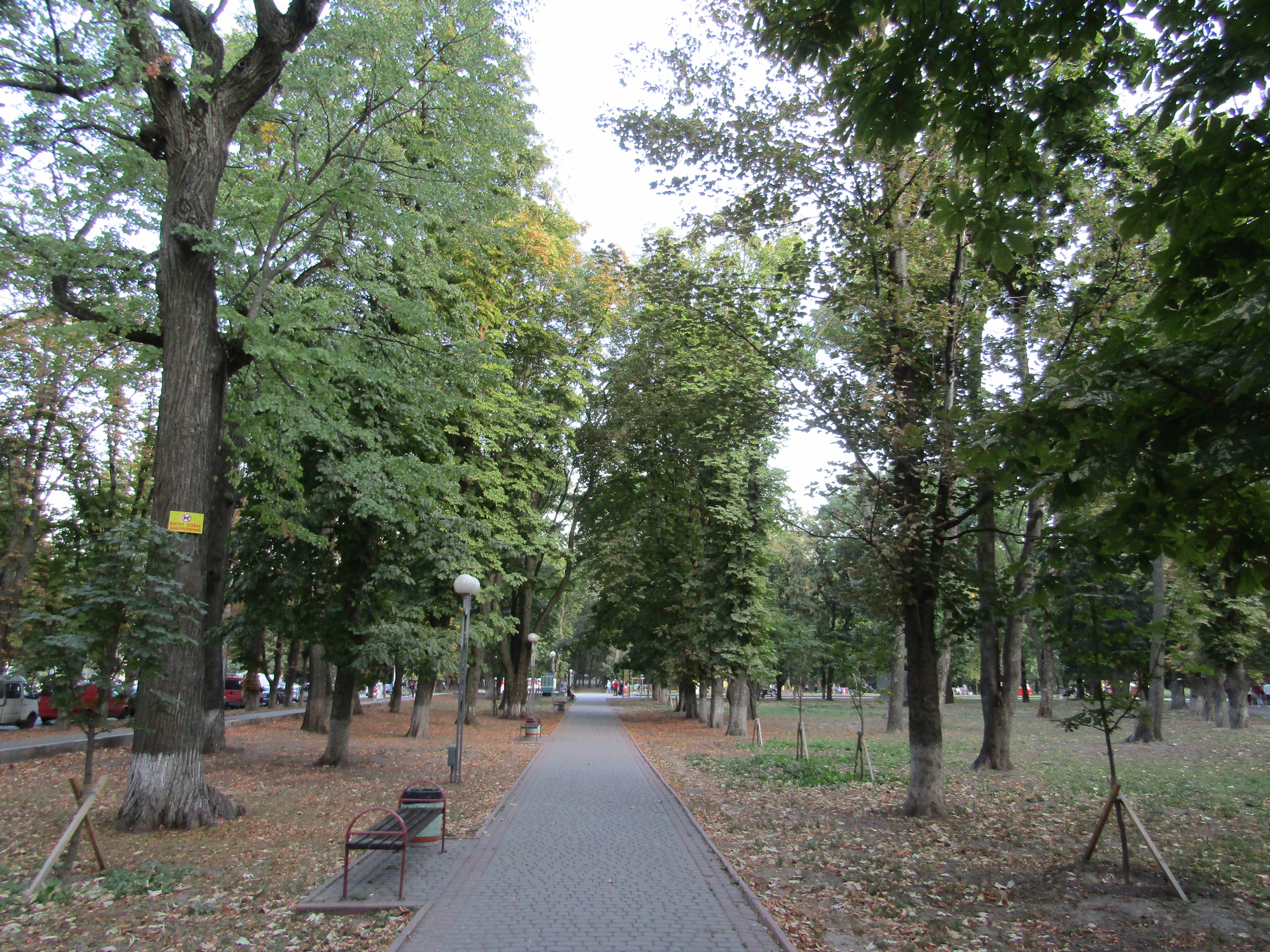
Алея в парку Перемога
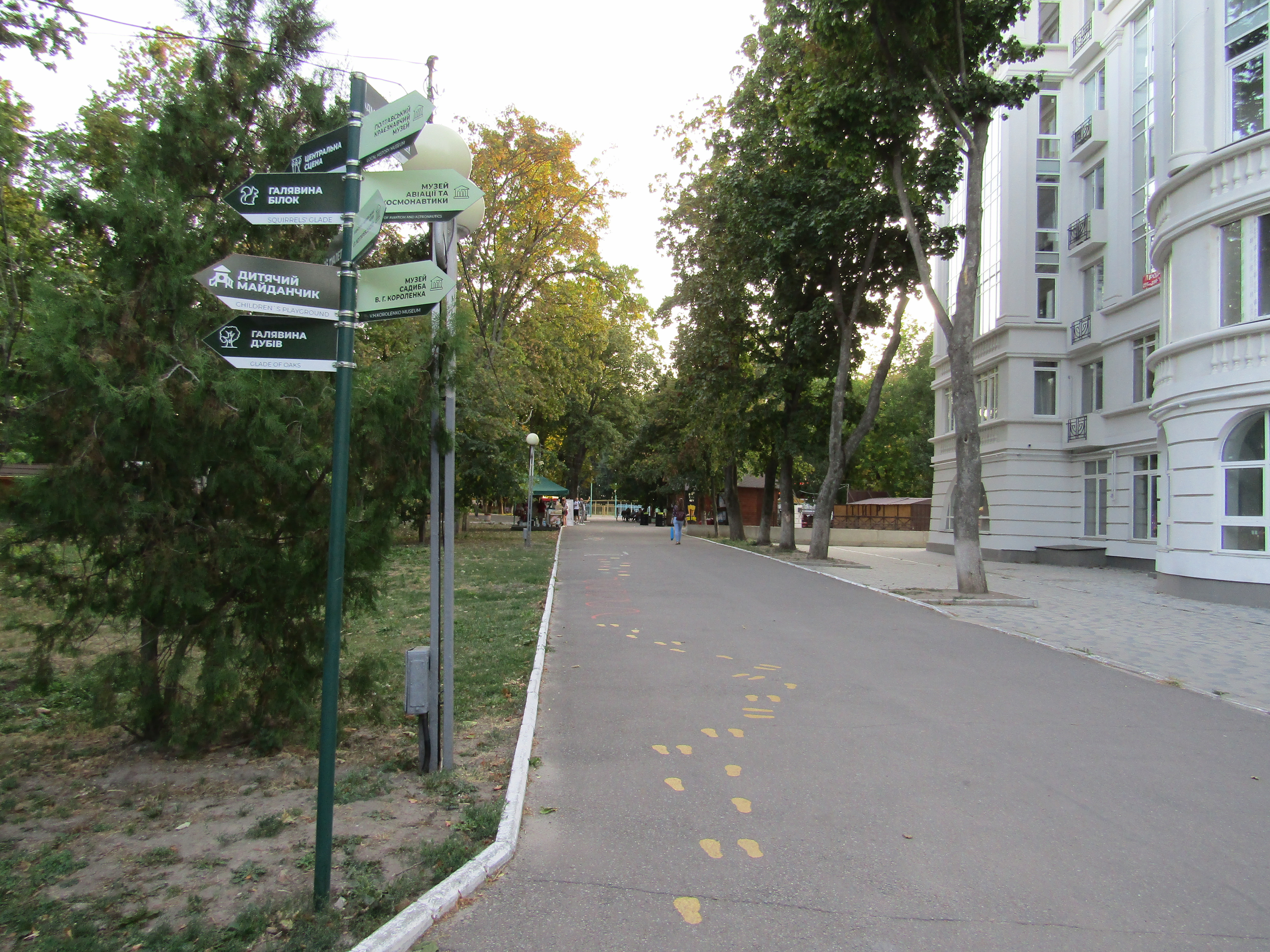
Вказівник та алея в парку Перемога
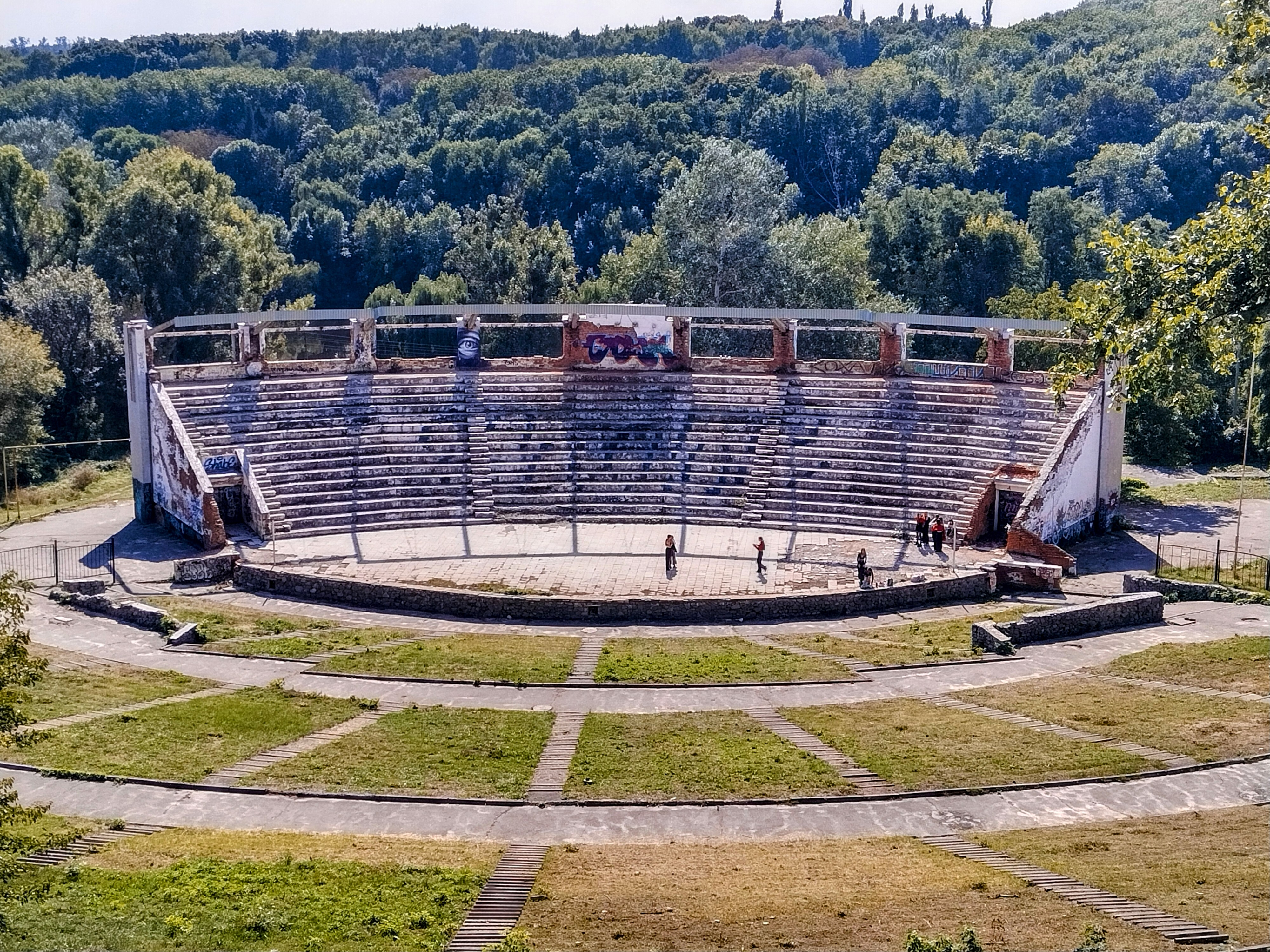
Панорамний вигляд на співоче поле ім. Марусі Чурай